# Classement du meilleur jeune
Le classement du meilleur jeune lors de compétitions de cyclisme est un classement qui récompense le meilleur coureur du classement général âgé de moins de vingt-cinq ans ou de vingt-trois ans, en fonction du règlement de la course. Le coureur le mieux placé au classement général est déclaré comme le meilleur jeune de la course, même s'il ne l'a pas remportée.
Lors de courses par étapes, le meilleur temps cumulé de tous les coureurs en dessous de la limite d'âge se voit généralement attribué un maillot distinctif, souvent de couleur blanche.
Si le meilleur jeune est également le leader du classement général, du classement par points ou du classement de la montagne, le coureur portera obligatoirement l'un de ces maillots et le deuxième meilleur jeune du classement portera alors le maillot du meilleur jeune.

## Palmarès et statistiques sur les grands tours
Jusqu'en 2016, le classement du meilleur jeune existait sur deux des trois grands tours, le Tour de France et le Tour d'Italie. Le Tour d'Espagne introduit un prix pour le meilleur jeune coureur dans son édition 2017, bien que le lauréat ne porte pas de maillot blanc (étant utilisé pour le classement du combiné), mais un dossard rouge. À partir de 2019, c'est également un maillot blanc qui est attribué au leader du classement du meilleur jeune sur le Vuelta.

### Vainqueur sur deux grands tours
Aucun coureur n'a remporté le classement du meilleur jeune sur les trois grands tours.
Le doublé Giro/Tour a été réalisé par trois coureurs :
- Andy Schleck - 1 maillot blanc sur le Giro (2007), 3 maillots blancs sur le Tour (2008, 2009 et 2010)
- Nairo Quintana - 1 maillot blanc sur le Giro (2014), 2 maillots blancs sur le Tour (2013 et 2015)
- Egan Bernal - 1 maillot blanc sur le Giro (2021), 1 maillot blanc sur le Tour (2019)

Le doublé Giro/Vuelta a été réalisé par un coureur :
- Miguel Ángel López - 2 maillots blancs sur le Giro (2018 et 2019), 1 dossard rouge sur la Vuelta (2017)

Le doublé Tour/Vuelta a été réalisé par deux coureurs :
- Tadej Pogačar - 1 maillot blanc sur la Vuelta (2019), 4 maillots blancs sur le Tour (2020, 2021, 2022 et 2023)
- Remco Evenepoel - 1 maillot blanc sur la Vuelta (2022), 1 maillot blanc sur le Tour (2024)

### Vainqueurs multiples
- 5 : Tadej Pogačar -  Slovénie
  - Tour de France (2020, 2021, 2022 et 2023)
  - Tour d'Espagne (2019)
- 4 : Andy Schleck -  Luxembourg
  - Tour d'Italie (2007)
  - Tour de France (2008, 2009 et 2010)
- 3 : Miguel Ángel López -  Colombie
  - Tour d'Italie (2018 et 2019)
  - Tour d'Espagne (2017)
- 3 : Nairo Quintana -  Colombie
  - Tour d'Italie (2014)
  - Tour de France (2013 et 2015)
- 3 : Jan Ullrich -  Allemagne
  - Tour de France (1996, 1997 et 1998)
- 2 : Egan Bernal -  Colombie
  - Tour d'Italie (2021)
  - Tour de France (2019)
- 2 : Bob Jungels -  Luxembourg
  - Tour d'Italie (2016 et 2017)
- 2 : Enric Mas -  Espagne
  - Tour d'Espagne (2018 et 2020)
- 2 : Marco Pantani -  Italie
  - Tour de France (1994 et 1995)
- 2 : Vladimir Poulnikov -  Union soviétique
  - Tour d'Italie (1989 et 1990)
- 2 : Pavel Tonkov -  Russie
  - Tour d'Italie (1992 et 1993)
- 2 : Remco Evenepoel -  Belgique
  - Tour d'Espagne (2022)
  - Tour de France (2024)

### Vainqueurs par année
| Année | Tour d'Italie            | Tour de France           | Tour d'Espagne           |
| ----- | ------------------------ | ------------------------ | ------------------------ |
| 1975  | Non attribué             | Francesco Moser          | Non-attribué             |
| 1976  | Alfio Vandi              | Enrique Martínez Heredia | Non-attribué             |
| 1977  | Mario Beccia             | Dietrich Thurau          | Non-attribué             |
| 1978  | Roberto Visentini        | Henk Lubberding          | Non-attribué             |
| 1979  | Silvano Contini          | Jean-René Bernaudeau     | Non-attribué             |
| 1980  | Tommy Prim               | Johan van der Velde      | Non-attribué             |
| 1981  | Giuseppe Faraca          | Peter Winnen             | Non-attribué             |
| 1982  | Marco Groppo             | Phil Anderson            | Non-attribué             |
| 1983  | Franco Chioccioli        | Laurent Fignon           | Non-attribué             |
| 1984  | Charly Mottet            | Greg LeMond              | Non-attribué             |
| 1985  | Alberto Volpi            | Fabio Parra              | Non-attribué             |
| 1986  | Marco Giovannetti        | Andrew Hampsten          | Non-attribué             |
| 1987  | Roberto Conti            | Raúl Alcalá              | Non-attribué             |
| 1988  | Stefano Tomasini         | Erik Breukink            | Non-attribué             |
| 1989  | Vladimir Poulnikov (1/2) | Fabrice Philipot         | Non-attribué             |
| 1990  | Vladimir Poulnikov (2/2) | Gilles Delion            | Non-attribué             |
| 1991  | Massimiliano Lelli       | Álvaro Mejía             | Non-attribué             |
| 1992  | Pavel Tonkov (1/2)       | Eddy Bouwmans            | Non-attribué             |
| 1993  | Pavel Tonkov (2/2)       | Antonio Martín Velasco   | Non-attribué             |
| 1994  | Evgueni Berzin           | Marco Pantani (1/2)      | Non-attribué             |
| 1995  | Non attribué             | Marco Pantani (2/2)      | Non-attribué             |
| 1996  | Non attribué             | Jan Ullrich (1/3)        | Non-attribué             |
| 1997  | Non attribué             | Jan Ullrich (2/3)        | Non-attribué             |
| 1998  | Non attribué             | Jan Ullrich (3/3)        | Non-attribué             |
| 1999  | Non attribué             | Benoît Salmon            | Non-attribué             |
| 2000  | Non attribué             | Francisco Mancebo        | Non-attribué             |
| 2001  | Non attribué             | Óscar Sevilla            | Non-attribué             |
| 2002  | Non attribué             | Ivan Basso               | Non-attribué             |
| 2003  | Non attribué             | Denis Menchov            | Non-attribué             |
| 2004  | Non attribué             | Vladimir Karpets         | Non-attribué             |
| 2005  | Non attribué             | Yaroslav Popovych        | Non-attribué             |
| 2006  | Non attribué             | Damiano Cunego           | Non-attribué             |
| 2007  | Andy Schleck (1/4)       | Alberto Contador         | Non-attribué             |
| 2008  | Riccardo Riccò           | Andy Schleck (2/4)       | Non-attribué             |
| 2009  | Kevin Seeldraeyers       | Andy Schleck (3/4)       | Non-attribué             |
| 2010  | Richie Porte             | Andy Schleck (4/4)       | Non-attribué             |
| 2011  | Roman Kreuziger          | Pierre Rolland           | Non-attribué             |
| 2012  | Rigoberto Urán           | Tejay van Garderen       | Non-attribué             |
| 2013  | Carlos Betancur          | Nairo Quintana (1/3)     | Non-attribué             |
| 2014  | Nairo Quintana (2/3)     | Thibaut Pinot            | Non-attribué             |
| 2015  | Fabio Aru                | Nairo Quintana (3/3)     | Non-attribué             |
| 2016  | Bob Jungels (1/2)        | Adam Yates               | Non-attribué             |
| 2017  | Bob Jungels (2/2)        | Simon Yates              | Miguel Ángel López (1/3) |
| 2018  | Miguel Ángel López (2/3) | Pierre Latour            | Enric Mas (1/2)          |
| 2019  | Miguel Ángel López (3/3) | Egan Bernal (1/2)        | Tadej Pogačar (1/5)      |
| 2020  | Tao Geoghegan Hart       | Tadej Pogačar (2/5)      | Enric Mas (2/2)          |
| 2021  | Egan Bernal (2/2)        | Tadej Pogačar (3/5)      | Gino Mäder               |
| 2022  | Juan Pedro López         | Tadej Pogačar (4/5)      | Remco Evenepoel (1/2)    |
| 2023  | João Almeida             | Tadej Pogačar (5/5)      | Juan Ayuso               |
| 2024  | Antonio Tiberi           | Remco Evenepoel (2/2)    | Mattias Skjelmose        |
| 2025  | Isaac Del Toro           | Florian Lipowitz         |                          |